# Paula Doepfner

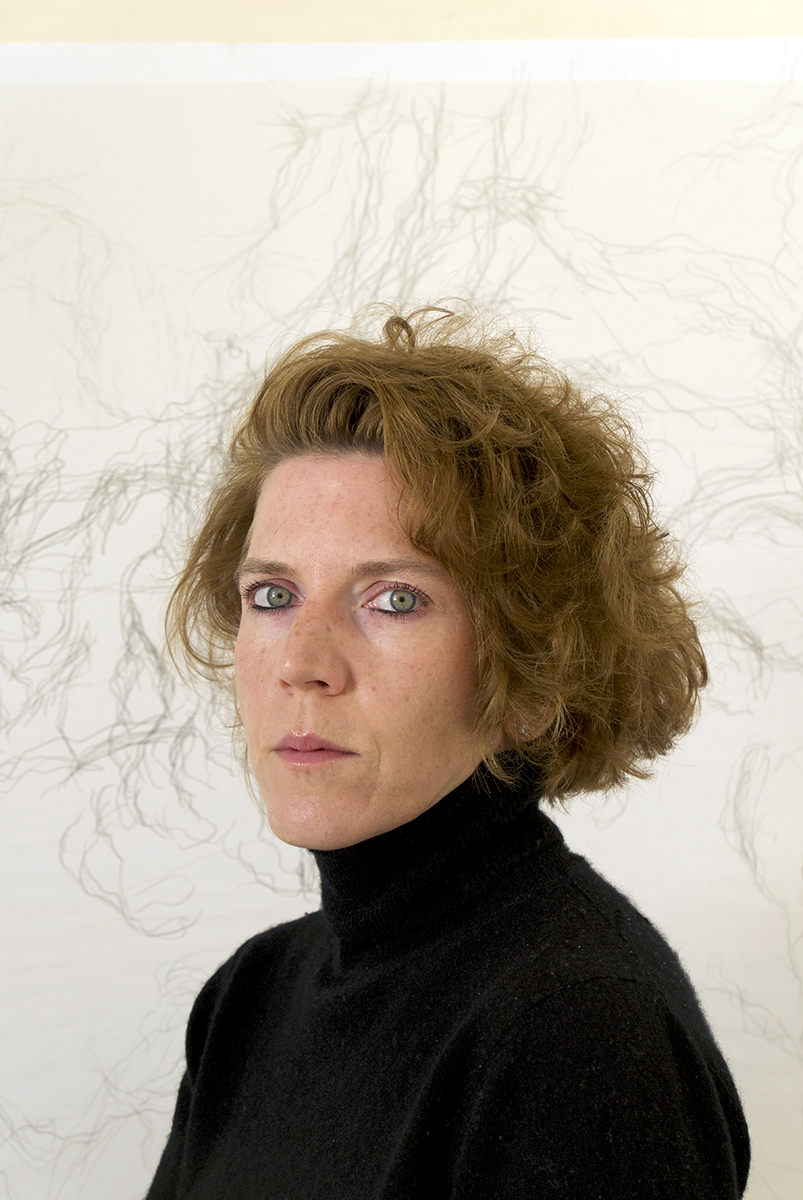
Paula Doepfner

Paula Doepfner (* 1980 in Berlin) ist eine zeitgenössische Künstlerin. Ihr Werk umfasst Schriftzeichnungen, Performances und Objekte aus zerstörtem Panzerglas, Eis und organischem Material. Sie lebt und arbeitet in Berlin.

## Leben
Paula Doepfner studierte von 2002 bis 2008 Freie Kunst an der Universität der Künste Berlin und am Chelsea College of Art and Design London. In London studierte sie bei Roger Ackling. In Berlin schloss sie ihr Studium als Meisterschülerin von Rebecca Horn ab. Sie erhielt zahlreiche Stipendien und Preise, darunter der Hans-Platschek-Preis (2024), das Arbeitsstipendium der Krull Stiftung (2023), das EHF-Stipendium der Konrad-Adenauer-Stiftung (2021/22), das Arbeitsstipendium der Albert Koechlin Stiftung Luzern (2010) und das Elsa-Neumann-Stipendium des Landes Berlin (2008).
Sie hatte institutionelle Einzelausstellungen im In- und Ausland wie im Kupferstich-Kabinett Dresden (2023), in der Akademie Konrad-Adenauer-Stiftung (2022) und dem Goethe-Institut, Washington, DC (2015). Ihre Arbeiten waren Teil von Gruppenausstellungen u. a. in folgenden Institutionen: Berliner Medizinhistorisches Museum der Charité (2023), Museum Reinickendorf in Berlin (2022) und Linden Centre for Contemporary Art, Melbourne (2013). Arbeiten von ihr finden sich in öffentlichen und privaten Sammlungen wie dem Kupferstichkabinett Berlin, der Deutschen Nationalbibliothek Leipzig und den Staatlichen Kunstsammlungen Dresden.

## Werk
Paula Doepfners künstlerische Arbeit besteht aus Zeichnungen, Performances und Objekten aus Glas, Eis und organischen Materialien. Die inhaltliche Grundlage ihrer Arbeiten bilden Dokumente zu Menschenrechtsverletzungen, zur Schoa und literarische Texte. Ihre Zeichnungen bestehen aus kleinster Schrift auf Transparentpapier. Mit sehr kleinen Buchstaben (ø = 1 mm) schreibt sie Textzeilen auf, die zu Schriftbildern werden. Paula Doepfners Zeichnungen basieren auf Skizzen, die sie bei Hirnoperationen und Obduktionen an der Charité Berlin gemacht hat. Die Textzeilen ihrer Zeichnungen entnimmt sie dem Istanbul-Protokoll, einem Handbuch der UN für die wirksame Untersuchung und Dokumentation von Folter und anderer grausamer, unmenschlicher oder entwürdigender Behandlung oder Strafe, und dokumentarischem Material zu den Kindern von Auschwitz. Sie verbindet die dokumentarischen Texte mit Literatur, unter anderem von Anne Carson, Paul Celan, Joyce Mansour und Robert Musil.
Für ihre Glasarbeiten verwendet Doepfner farbige Skizzen von Hirnarealen und überträgt diese mit Pigment und Lack auf meist großformatige Gläser. Bei den Gläsern handelt es sich um Panzerglasscheiben von Häuserfassaden, die bei Demonstrationen eingeschlagen wurden. Die Glasarbeiten hängen an der Wand oder stehen im Raum.
Die Eisböcke von Paula Doepfner, mit einem Gewicht von bis zu 500 kg, schmelzen in Ausstellungsräumen in einer Metallwanne, in der das Wasser aufgefangen wird und anschließend verdunstet, oder sie zerfließen im öffentlichen Raum auf der Erde. In den Blöcken friert Paula Doepfner Papiere mit Text ein (u. a. Robert Musil und Joyce Mansour). Das von ihr beschriebene Papier wird in der Mitte eines transparenten Eisblocks eingefroren.
In ihren Sound-Performances arbeitet Doepfner mit einem Musiker, meist Kontrabassisten, zusammen. Der Kontrabassist spielt nur einen Ton in mikrotonalen Intervallen, während sie reduzierte Geräusche mit getrockneten Sträuchern und Blättern erzeugt.
Paula Doepfners Arbeiten „beziehen den Verlauf von Zeit ein und legen innere organische Strukturen offen. Stets bildet das menschliche Erleben den Ausgangspunkt.“ Doepfners Arbeit beschäftigt sich „mit den dunkelsten Seiten menschlicher Existenz“ und verwandelt diese „in etwas fast Materielles, Körperliches, das nicht nur symbolisch ist, sondern ein Rest, eine Spur von etwas, von Sprache, von Leben, auch dem eigenen. Kein Bild, keine Poesie, sondern etwas, das forensisch, faktisch betrachtet werden muss.“

## Preise und Stipendien
- 2024 "Hans Platschek Preis für Kunst und Schrift", nominiert von Prof. Marion Ackermann[12]
- 2023 Stipendium, Krull Stiftung[2]
- 2021/22 EHF-Stipendium, Konrad Adenauer Stiftung[13]
- 2015 Artist in residence, Goethe-Institut, Washington, D.C., USA[14]
- 2011 Kunstpreis, Kunstverein Östliches Sauerland[15]
- 2010 Stipendium, Albert Koechlin Stiftung, Luzern, Schweiz[16]
- 2008/09 Stipendium, Elsa-Neumann-Stipendium des Landes Berlin[17]

## Ausstellungen

### Einzelausstellungen (Auswahl)
- 2025: Paula Doepfner "I heard the sound of a thunder, it roared out a warnin’", Kunstforum der TU Darmstadt, Dresden[18]
- 2023: Darkness at the break of noon, Kupferstich-Kabinett, Staatliche Kunstsammlungen Dresden, Dresden[19]
- 2022: I went to the crossroads, Akademie der Konrad Adenauer Stiftung, Berlin[20]
- 2021: Today and tomorrow, and yesterday, too, the flowers are dyin' like all things do, Konrad Adenauer Stiftung, Berlin[13]
- 2019: For the trees to drop Stiftung St. Matthäus, Berlin[21]
- 2018: Next Time I See You, Galleria Mario Iannelli, Rom, Italien[22]
- 2017: Babe, I’ve left you somewhere in the rain, Una Vetrina, Rom, Italien[23]
- 2016: Put it right here (or keep it out there) Kunstverein Reutlingen[24]
- 2015: Take It Right Back Goethe-Institut, Washington, D.C., USA[25][26]
- 2014: When Lilacs Last in the Dooryard Bloomed, Galerie Laurent Mueller, Paris, Frankreich
- 2013: Rollin' High And Mighty Traps, S2A, New York, USA
- 2012: More than I can hide, Kunstverein Östliches Sauerland
- 2011: But my nerves were kicking, Ionion Center for the Arts, Kefalonia, Griechenland[27]
- 2010: Promessus, Galerie Tanja Wagner, Berlin[28][29]
- 2010: Fallen, Albert Koechlin Stiftung, Stadtmühle Willisau, Luzern, Schweiz
- 2009: Im Schlaf ohne Schlaf, St. Johannes Evangelist-Kirche, Berlin

### Gruppenausstellungen (Auswahl)
- 2023: Das Gehirn, Medizinhistorisches Museum der Charité, Berlin[30]
- 2022: Strich um Strich. Zeichnen 2, Galerie ETAGE, Museum Reinickendorf, Berlin[31]
- 2021: All I Think About Is You, Galerie Georg Nothelfer und Kunstsaele, Berlin[32]
- 2021: Deceleration, Ausstellung zum Kunstpreis des Hauses am Kleistpark, Berlin[33]
- 2020: Freitod – Exhibition on the 10th anniversary, Kunstsaele, Berlin
- 2020: Das Blatt, Curated Affairs und Kunstverein am Rosa-Luxemburg-Platz, Düsseldorf/Berlin
- 2019: Der Funke Gottes, Diözesanmuseum Bamberg[34]
- 2018: Abenteuer Freundschaft, Kunstsaele, Berlin
- 2018: Marianne-Werefkin-Preis 2018, Kommunale Galerie, Berlin[35]
- 2017: Lost in Transition, Kunstforum der TU Darmstadt[36]
- 2017: Berliini – Nastola, Taarasti Art Center, Nastola, Finland
- 2017: Ubi fracassorium, ibi fuggitorium, artQ13, Rom
- 2017: On botany, BLOK art space, Istanbul
- 2016: UM-Festival, Brandenburg
- 2015: #2, Kunstverein Reutlingen
- 2015: The vacancy, Temporäres Kunsthaus, Berlin
- 2014: Ease your window down, Kunstverein am Rosa-Luxemburg-Platz, Berlin[37]
- 2013: Mono-no-aware, Linden Centre for Contemporary Art, Melbourne
- 2013: Real Naturally, Kunsthalle Lana, Meran
- 2012: Zeichnungen von Bildhauern, Kunstverein Mainz
- 2012: Plants Talk II, Kunstverein Potsdam
- 2012: Zeichnungen, Salon Dahlmann, Berlin
- 2011: Plants Talk, Naturkundliches Museum Witzenhausen
- 2011: Funkhaus Kunstpreis, Funkhaus, Berlin
- 2011: Kunstaktien in den Uferhallen, Berlin
- 2010: glauben, dass…, Shedhalle Tübingen
- 2010: Leben Lieben Leiden, Kunstverein Celle
- 2010: AKA Symbol, Forgotten Bar Project, Berlin
- 2010: Wrong Love, A Foundation, Liverpool
- 2009: Zeigen, eine Audiotour, Temporäre Kunsthalle, Berlin
- 2009: Access All Areas, Galerie Max Hetzler, Berlin
- 2008: Klasse Rebecca Horn, Schloß Liebenberg, Brandenburg
- 2008: Meisterschülerausstellung, Universität der Künste, Berlin
- 2005: Chelsea College Studentshow, London[38]

## Öffentliche Sammlungen
- Kupferstichkabinett Berlin (SMB)[39]
- Kupferstichkabinett Dresden (SKD)[2]
- Konrad-Adenauer-Stiftung[40]
- Deutsches Buch- und Schriftmuseum Leipzig[2]